# Marathonita
La marathonita és un mineral de la classe dels Elements natius. Rep el nom de la seva localitat tipus, el dipòsit Marathon, al Canadà.

## Característiques
La marathonita és un germur de fórmula química Pd25Ge9. Va ser aprovada com a espècie vàlida per l'Associació Mineralògica Internacional l'any 2016. Cristal·litza en el sistema trigonal. És el primer mineral germur descobert i aprovat, presentant una combinació única d'elements entre les espècies homologades.
L'exemplar que va servir per a determinar l'espècie, el que es coneix com a material tipus, es troba conservat a les col·leccions mineralògiques del Museu Canadenc de la Natura, al Quebec (Canadà), amb el número de catàleg: cmnmc 87179.

## Formació i jaciments
Va ser descoberta al dipòsit Marathon, al complex Coldwell, situat al districte de Thunder Bay (Ontario, Canadà). Es tracta de l'únic indret de tot el planeta on ha estat descrita aquesta espècie mineral.